# Lubomír Červenka
Mgr. Lubomír Červenka (* 26. prosince 1962 ve Vsetíně) je duchovní Českobratrské církve evangelické. Ke kazatelské službě byl ordinován 6. prosince 1987. Od 1. října 1987 byl seniorátním vikářem v Moravskoslezském seniorátu, jenž měl určenu péči o sbor v Přerově. Od 1. ledna 1990 na tomto sboru působil jako vikář a od 1. května 1995 jako farář. Během působení ve sboru administroval od počátku roku 1996 do konce listopadu roku 1998 sbor v Hranicích. Své kazatelské působení v přerovském sboru ukončil na konci srpna 2007 a od 1. září 2007 je farářem sboru v Hodslavicích. V letech 2004–2015 byl též seniorem Moravskoslezského seniorátu Českobratrské církve evangelické.